# 카타르 에미리 공군

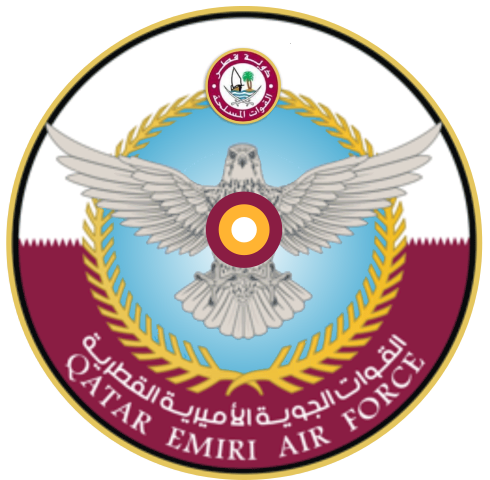

카타르 에미리 공군(Qatar Emiri Air Force, 아랍어: القوات الجوية الاميرية القصرية, 로마자 표기: Al-Quwwat Al-Jawiyah Al-Amiriyah Al-Qatariyah, QEAF) 또는 카타르 공군은 카타르 국가의 카타르군의 공군이다. 1974년에 소규모 항공 지원 날개로 창설되었지만, 현대에는 강력하고 장비가 잘 갖춰진 부대로 발전했다. QEAF는 도하의 알우데이드 공군 기지에 본부를 두고 있다. 현재 사령관은 준장(조종사) 자셈 모하메드 알-만나이(Jassem Mohamed Al-Mannai)이다.

## 같이 보기
- 카타르군